# 31771 Kirstenwright
31771 Kirstenwright è un asteroide della fascia principale. Scoperto nel 1999, presenta un'orbita caratterizzata da un semiasse maggiore pari a 3,1758238 UA e da un'eccentricità di 0,0689497, inclinata di 9,33751° rispetto all'eclittica.